# Supercuppen i banecykling
Supercuppen i banecykling er en dansk løbsserie i banecykling. Den blev kørt første gang i 2022, og arrangeres af Aarhus Cyklebane, Cykling Odense, DBC Ballerup og Danmarks Cykle Union.

## Reglement
Serien køres som parløb for herrer. Her skal der tilmeldes som et team eller klub, og det er ikke nødvendigt at de samme to ryttere deltager ved hver afdeling. Hos damerne køres individuelt omnium. I 2022 var der seks afdelinger fra maj til november, hvor Aarhus Cyklebane, Thorvald Ellegaard Arena og Ballerup Super Arena hver lagde gulv til to.
I 2023 var der fire afdelinger af Supercuppen fra 1. september til 4. november. I Aarhus blev den første afdeling afviklet, og i Ballerup den tredje. Odense var vært for 2. afdeling og for finalen. I alt var der en samlet præmiesum på 150.000 kr. I 2024 var der kun tre afdelinger, efter at cykelbanen i Aarhus var blevet nedlagt. De første to afdelinger blev kørt den 2. og 21. november i Odense og Ballerup, mens finalen blev afviklet 30. november i Odense. Der blev kørt par-omnium for herrerne og omnium for damerne. På finaledagen blev der kørt tre løb som i de to første afdelinger, mens der blev sluttet af med et parløb for herre og pointløb for damerne. I alt var der afsat 90.000 kr. til 2024-udgaven.

## Slutstillinger
| År     | Guld                              | Sølv                                             | Bronze                         |
| ------ | --------------------------------- | ------------------------------------------------ | ------------------------------ |
| Herrer |                                   |                                                  |                                |
| 2022   | Restaurant Suri-Carl Ras          | Team IBT-BH Carl Ras                             | Team Nyt Syn powered by Fialla |
| 2023   | Team NPV-Carl Ras Roskilde Junior | Uno-X Pro Cycling Team Leopard TOGT Pro Cycling* | BHS-PL Beton Bornholm          |
| 2024   | Airtox-Carl Ras                   | Cykling Odense                                   | Uno-X Mobility                 |
| Damer  |                                   |                                                  |                                |
| 2022   | Karoline Hemmsen                  | Anika Rasmussen                                  | Ida Fialla                     |
| 2023   | Ida Fialla                        | Francesca Selva                                  | Anika Rasmussen                |
| 2024   | Ida Fialla                        | Anna Margrethe Hansen                            | Johanne Resen                  |

- i 2023 kørte Lasse Norman Leth (Uno-X Pro Cycling Team) og Robin Juel Skivild (Leopard TOGT Pro Cycling) som et par, selvom de ikke repræsenterede samme hold.